# Cynomorium
Cynomorium — рід паразитичних багаторічних квіткових рослин родини Cynomoriaceae. Рід складається лише з одного виду, Cynomorium coccineum (хоча один із його підвидів іноді розглядається як окремий вид). Його розміщення в Saxifragales було вирішено в 2016 році за допомогою ядерних, пластидних і мітохондріальних послідовностей, отриманих в результаті секвенування наступного покоління. Рідкісний або локальний вид, він росте на сухих, кам’янистих або піщаних ґрунтах, часто в солончаках або інших солончаках поблизу узбережжя. Він мав широкий спектр застосувань у європейській, арабській та китайській фітотерапії.

## Опис
Ця рослина не має хлорофілу і не здатна до фотосинтезу. Це геофіт, більшу частину свого життя проводить під землею у вигляді кореневища, яке прикріплюється до коренів рослини-господаря; це голопаразит, тобто повністю залежний від свого господаря. Низькоросле суцвіття з’являється (навесні, після зимового дощу) на м’ясистому нерозгалуженому стеблі (більшість якого знаходиться під землею) з лускоподібними плівчастими листками. Темно-червоне або пурпурове суцвіття складається з щільної, прямостоячої, булавоподібної маси, приблизно 15–30 см завдовжки, дрібних червоних квіток, які можуть бути чоловічими, жіночими або двостатевими. Запилюється мухами, яких приваблює рослина солодкуватим, трохи схожим на капусту запахом. Після запилення колос стає чорним. Плід — невеликий горішок, що не розкривається.
У Середземноморському регіоні Cynomorium є паразитом солестійких рослин із роду Cistaceae чи Amaranthaceae; в інших місцях він паразитує на Amaranthaceae, Tamaricaceae, а в Китаї — на Nitrariaceae.

## Поширення
Зростає на смузі від Макаронезії й Середземноморського регіону, Сомалі, через центральну Азію до Монголії.